# Denis Pelizzari

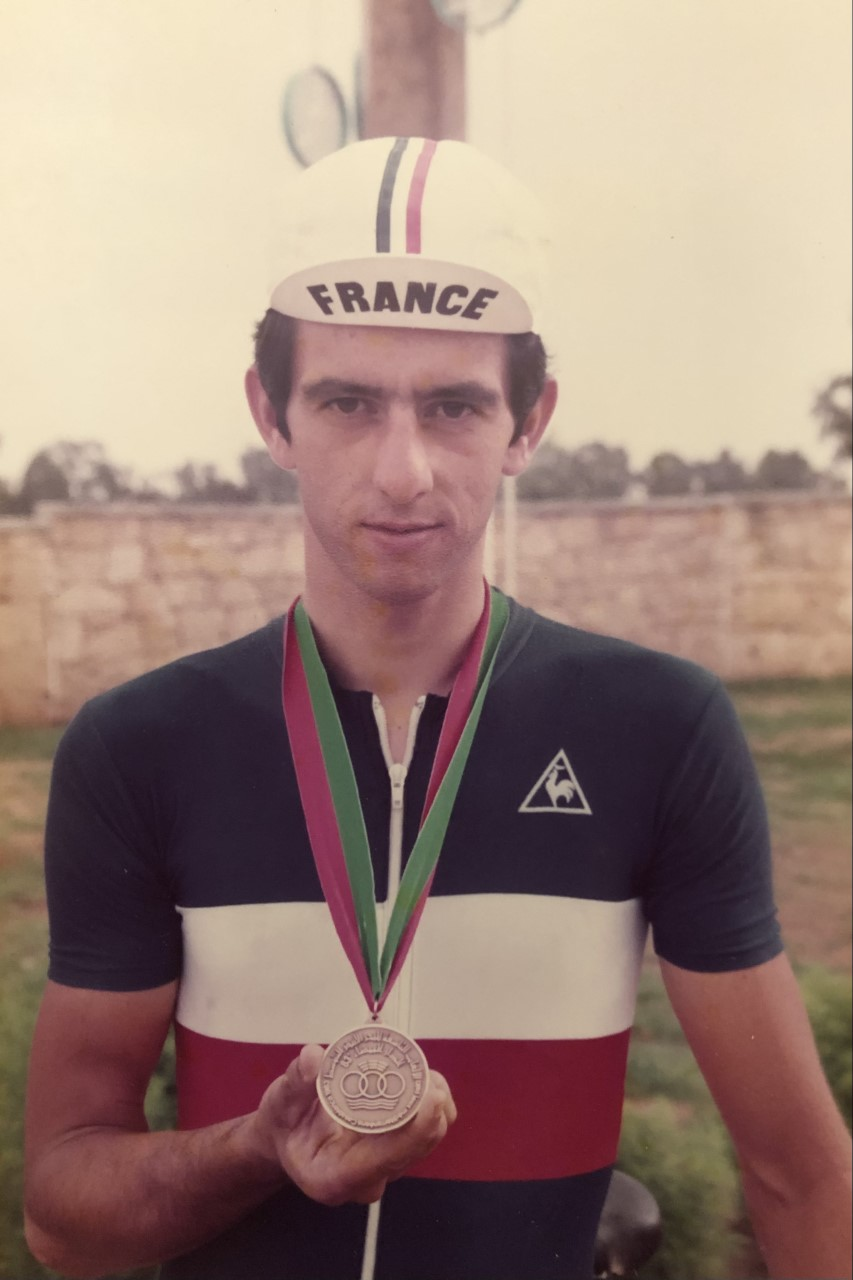
Denis Pelizzari

Denis Pelizzari (* 11. September 1960 in Vic-Fezensac) ist ein ehemaliger französischer Radrennfahrer.

## Sportliche Laufbahn
Pelizzari war Straßenradsportler und Teilnehmer der Olympischen Sommerspiele 1984 in Los Angeles. Im olympischen Straßenrennen schied er aus. Im Mannschaftszeitfahren kam Frankreich mit Jean-François Bernard, Philippe Bouvatier, Thierry Marie und Denis Pelizzari auf den 6. Platz.
In der Tour de Normandie 1983 holte er einen Etappensieg. Im Milk Race gelang ihm ebenfalls ein Tageserfolg, in der Gesamtwertung wurde er 44. 1984 fuhr er die Internationale Friedensfahrt und wurde 55. in der Gesamtwertung. Die Tour de Bigorre gewann er 1985 mit zwei Etappensiegen. 1989 siegte er in der Neukaledonien-Rundfahrt vor André Urbanek.
Er bestritt die Straßenradsport-Weltmeisterschaften 1982, 1983 und 1985. Pelizzari war im Mannschaftszeitfahren am Start.